# Vrabec rezavý
Vrabec rezavý (Passer cinnamomeus) je pták z čeledi vrabcovitých, který se přirozeně vyskytuje ve východní a jihovýchodní Asii. Hlavní složkou potravy jsou u něj semena, nicméně konzumuje i bobule a hmyz. Jde o prvního ptáka, u nějž bylo prokázáno cílené využívání léčivých rostlin – cíleně vplétá do svých hnízd pelyněk, aby tak chránil mláďata před parazity.

## Synonyma
- Pyrgita cinnamomea Gould, 1836
- Passer rutilans (Temminck, 1836)